# Pacificio Fiorani
Pacificio Fiorani (* 19. November 1855 in Collestellano, Marken, Italien; † 22. Juni 1924) war Bischof des Bistums Osimo und Cingoli.
Er wurde 1907 von Papst Pius X. zum Weihbischof in Sabina bestellt und zum Titularbischof von Carystus ernannt. 1908 wurde er zum Bischof von Ascoli Piceno, 1910 zu Bischof von Tarquinia und Civitavecchia und 1917 zum Bischof von Osimo und Cingoli ernannt.